# 寻常球鼠妇
寻常球鼠妇又称寻常卷甲虫、普通卷甲虫，是一种等足目球木虱科球木虱属节肢动物，呈长卵形，受到惊扰时身体可卷成球状，与犰狳相似，喜欢在潮湿阴暗处生活。
寻常球鼠妇有许多俗称，如：球鼠妇、球潮虫、球蝜，（古時又稱伊威、蛜蝛、蜲繇、蟅），中國某些地區土話俗稱西瓜蟲、皮球蟲、藥丸蟲、團子蟲、不倒翁蟲。俗称西瓜虫的原因是当虫子卷缩时，触角、胸肢及腹肢均卷缩成一圆球，且体背的斑纹状似西瓜的条纹。
球鼠婦身體大多呈長卵形，成體長9—15mm，頭部呈黑色，背甲各節密布褐斑，中央具縱線，縱線由2條黑褐色平行線構成，前後寬度等長，體側之背甲端部各有1枚白色斜斑及圓斑，端部有黃色分布。通过显微镜可观察到头部两侧各有一黑点，即复眼结构。球鼠婦的复眼可感光和成像。
背腹扁平，背面有光滑與粗糙顆粒兩種造型，背中央有一條黑色縱紋，兩側具黃色的斑紋，膚色呈灰棕色、灰藍色、灰黑色，血則呈白色，繁殖能力強，是一種小型陸生甲殼類节肢動物，而不屬於昆蟲。
牠們分布在海邊一直到海拔5000米左右的高地，可以在潮濕、温暖及有遮蔽的環境如分解中的落葉和土壤中發現，通常以苔蘚、地衣、樹皮等腐敗有機物維生，也會啃食農作植物根部，一旦進入住宅後很快就會因缺水而死亡。另外，牠們晝伏夜出，具負趨光性、假死性，而且外殼有層薄油，不易被蜘蛛網等黏住，不像昆蟲和蜘蛛那樣高度適應於陸地上生活。

## 备注
1. ↑  根據《于湖詞校注》蛜蝛可能是鼠婦，而非球鼠婦，書中內容形容其“似白魚”，並非此物種形態，見：https://books.google.com.tw/books?id=Mxu0EAAAQBAJ&pg=PA226&dq=%E8%9B%9C%E8%9D%9B

## 延伸阅读

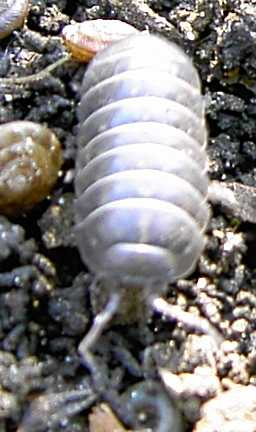
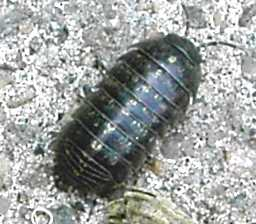
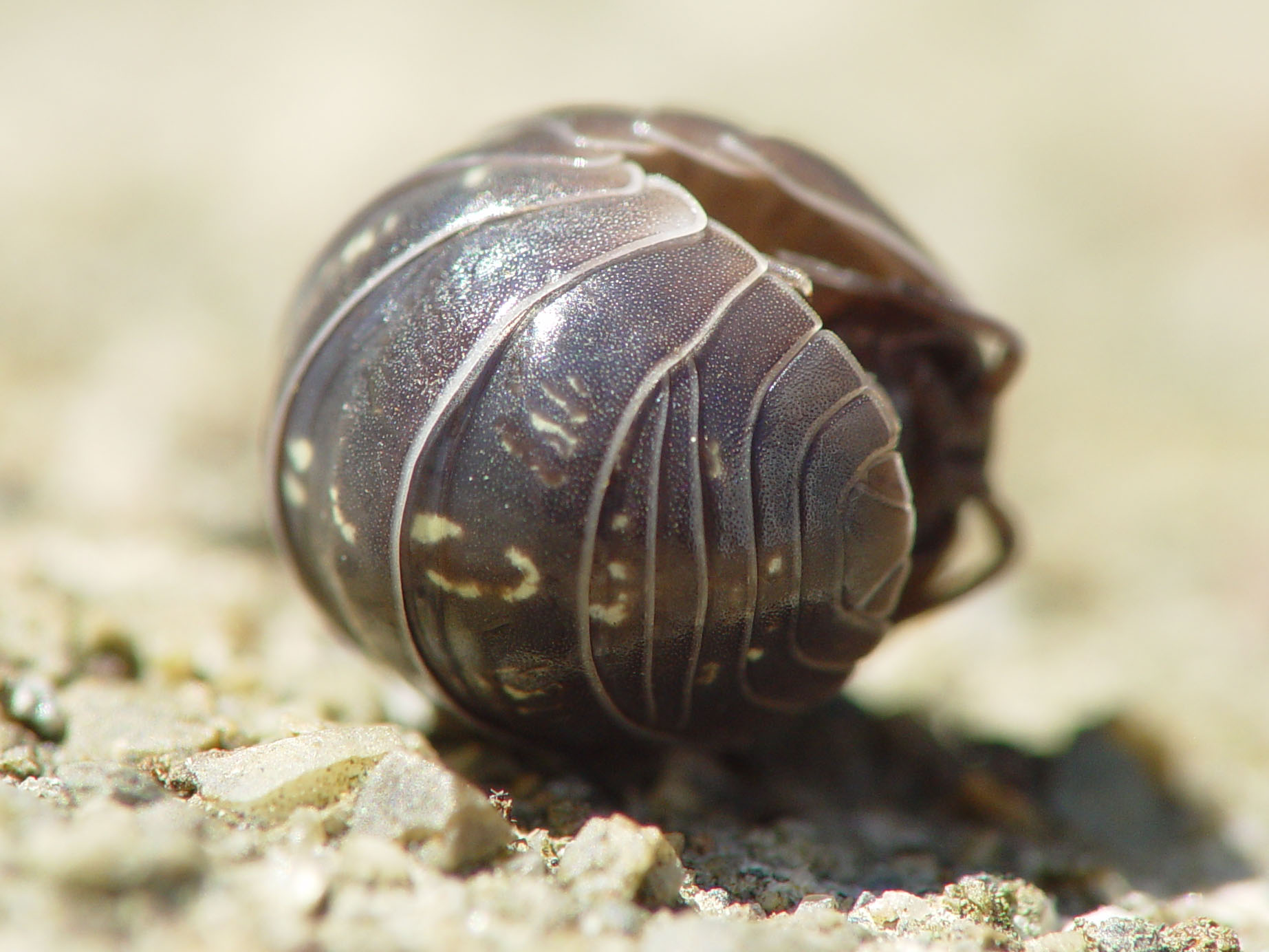
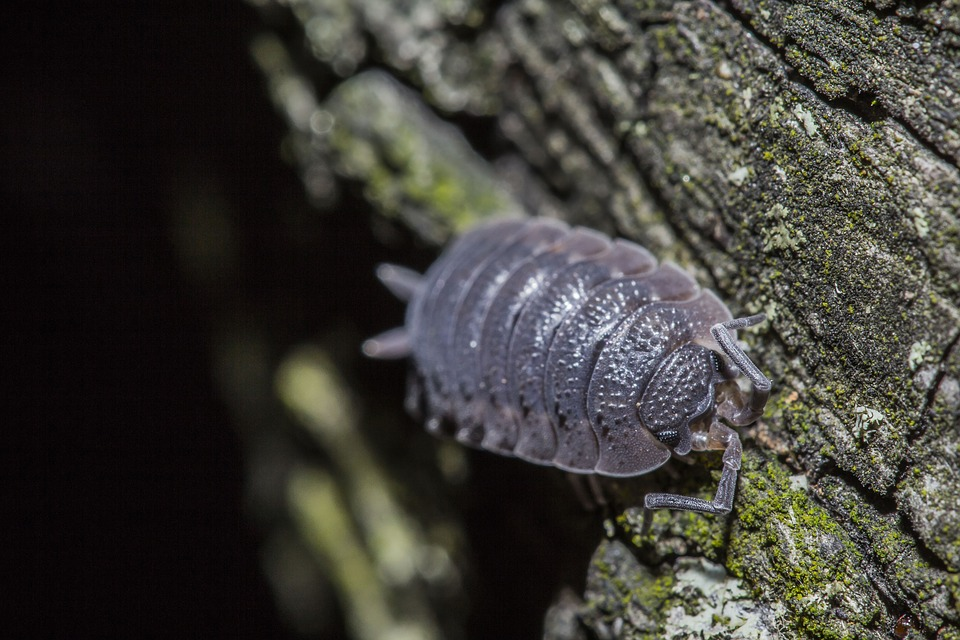

[在维基数据编辑]
 《欽定古今圖書集成·博物彙編·禽蟲典·鼠婦部》，出自陈梦雷《古今圖書集成》